# Marcq (Yvelines)
Marcq – miejscowość i gmina we Francji, w regionie Île-de-France, w departamencie Yvelines.
Według danych na rok 1990 gminę zamieszkiwało 509 osób, a gęstość zaludnienia wynosiła 108 osób/km² (wśród 1287 gmin regionu Île-de-France Marcq plasuje się na 801. miejscu pod względem liczby ludności, natomiast pod względem powierzchni na miejscu 699.).